# Eesti Laul 2017
Der Eesti Laul 2017 fand am 4. März 2017 statt und war der estnische Vorentscheid für den Eurovision Song Contest 2017 in Kiew (Ukraine).

## Format
Die Show bestand aus drei Sendungen: zwei Halbfinale und dem Finale. Zehn Teilnehmer traten jeweils mit ihren Liedern gegeneinander im Halbfinale an. Davon qualifizierten sich jeweils fünf für das Finale. Die ersten vier Finalisten wurden zu 50 % von der Jury bestimmt und zu 50 % vom Televoting. Der fünfte Finalist wurde ausschließlich per Televoting in einer zweiten separaten Abstimmungsrunde  ermittelt. Im Finale traten die zehn Qualifikanten aus den jeweils beiden Halbfinalen gegeneinander an. Davon qualifizierten sich drei für das Superfinale. Dies geschah zu 50 % von der Jury und zu 50 % vom Televoting. Im Superfinale wurde der Gewinner ausschließlich durch Televoting ermittelt. Die Jury bestand 2017 aus folgenden Personen: Metsakutsu, Kadri Voorand, Niko Nykänen, Eva Palm, Jüri Pihel, Maia Vahtramäe, Sten Teppan, Aleksandr Žedeljov, Ingrid Kohtla, Meisterjaan und Allan Roosileht.

## Teilnehmer
Von Anfang September 2016 bis zum 1. November 2016 konnten Interessierte ihre Lieder einreichen. Dabei sollten die Interpreten und Komponisten estnisch sein oder permanent in Estland wohnhaft sein. Trotzdem wurde es ausländischen Komponisten erlaubt, teilzunehmen. Dabei mussten aber 50 % der Komponisten des Liedes estnisch sein. Die restlichen 50 % dürfen aus dem Ausland stammen. Als Komponist durfte man allerdings nicht mehr als drei Lieder einreichen, außer man nahm am Songwriting Camp teil, welches im Frühling und Herbst 2016 von der Estonian Song Academy organisiert wurde. Eine Jury wählte am Ende die 20 Beiträge aus, die am 8. November 2016 präsentiert wurden. Unter ihnen waren einige Wiederholungstäter wie zum Beispiel Elina Born, die Estland schon 2015 zusammen mit Stig Rästa beim Eurovision Song Contest in Wien vertrat. Auch Daniel Levi nahm bereits 2015 am Eesti Laul teil. Auch Lenna Kuurmaa nahm bereits 2005 am Eurovision Song Contest in Kiew teil, damals als Teil der Band Vanilla Ninja. Dort aber unter der Flagge der Schweiz.

## Halbfinale

### Erstes Halbfinale
Das erste Halbfinale fand am 11. Februar 2017, 21:35 Uhr (EET) in den Studios von ERR statt. Zehn Teilnehmer traten gegeneinander an. Davon qualifizierten sich fünf für das Finale. Sie sind hier hellgrün unterlegt.
| Startnr. | Interpret                           | Lied Musik (M) und Text (T)                                                                                          | Sprache  | Übersetzung (Inoffiziell) | Runde 1 | Runde 1 | Runde 1                             | Runde 1                             | Runde 1 | Runde 1 | Runde 2                             | Runde 2 |
| Startnr. | Interpret                           | Lied Musik (M) und Text (T)                                                                                          | Sprache  | Übersetzung (Inoffiziell) | Jury    | Jury    | Zuschauerstimmen (Televoting & SMS) | Zuschauerstimmen (Televoting & SMS) | Gesamt  | Platz   | Zuschauerstimmen (Televoting & SMS) | Platz   |
| Startnr. | Interpret                           | Lied Musik (M) und Text (T)                                                                                          | Sprache  | Übersetzung (Inoffiziell) | Stimmen | Punkte  | Stimmen                             | Punkte                              | Gesamt  | Platz   | Zuschauerstimmen (Televoting & SMS) | Platz   |
| -------- | ----------------------------------- | --- | -------- | ------------------------- | ------- | ------- | ----------------------------------- | ----------------------------------- | ------- | ------- | ----------------------------------- | ------- |
| 05       | Ivo Linna                           | Suur loterii M/T: Rainer Michelson, Urmas Jaarman                                                                    | Estnisch | Große Lotterie            | 61      | 6       | 4.244                               | 12                                  | 18      | 01.     | –                                   | –       |
| 06       | Lenna Kuurmaa                       | Slingshot M/T: Lenna Kuurmaa, Nicolas Rebscher, Michelle Leonard                                                     | Englisch | Schleuder                 | 74      | 10      | 1.912                               | 7                                   | 17      | 02.     | –                                   | –       |
| 01       | Elina Born                          | In Or Out M/T: Stig Rästa, Vallo Kikas, Fred Krieger                                                                 | Englisch | Drinnen oder draußen      | 85      | 12      | 1.780                               | 5                                   | 17      | 03.     | –                                   | –       |
| 07       | Karl-Kristjan & Whogaux feat. Maian | Have You Now M/T: Karl-Kristjan Kingi, Hugo „Whogaux“ Martin Maasikas, Maian Lomp                                    | Englisch | Habe dich nun             | 74      | 8       | 2.509                               | 8                                   | 16      | 04.     | –                                   | –       |
| 09       | Ariadne                             | Feel Me Now M/T: Margus Piik, Tomi Rahula, Anni Rahula                                                               | Englisch | Fühl’ mich jetzt          | 52      | 5       | 4.241                               | 10                                  | 15      | 05.     | 8.065                               | 01.     |
| 02       | Carl-Philip                         | Everything but You M/T: Carl-Philip Madis, Carola Madis, Arno Krabman, Jaap Reesema, Leon Paul Palmen, Noah McNamara | Englisch | Alles, aber du            | 63      | 7       | 0726                                | 4                                   | 11      | 06.     | 1.089                               | 03.     |
| 10       | Uku Suviste                         | Supernatural M/T: Uku Suviste, Oliver Mazurtšak                                                                      | Englisch | Übernatürlich             | 45      | 4       | 1.796                               | 6                                   | 10      | 07.     | 2.906                               | 02.     |
| 03       | Laura Prits                         | Hey Kiddo M/T: Laura Prits, Andres Kõpper, Tara Nabi                                                                 | Englisch | Hey Kleiner               | 37      | 1       | 0660                                | 3                                   | 04      | 08.     | 0696                                | 06.     |
| 04       | Leemet Onno                         | Hurricane M/T: Leemet Onno, Ed Struijlaart                                                                           | Englisch | Hurrikan                  | 38      | 2       | 0599                                | 2                                   | 04      | 09.     | 0743                                | 05.     |
| 08       | Janno Reim & Kosmos                 | Valan pisaraid M/T: Janno Reim                                                                                       | Estnisch | Ich weine Tränen          | 43      | 3       | 0590                                | 1                                   | 04      | 10      | 0991                                | 04.     |

 Kandidat hat sich für das Finale qualifiziert.

### Zweites Halbfinale
Das zweite Halbfinale fand am 18. Februar 2017, 21:35 Uhr (EET) in den Studios von ERR statt. Zehn Teilnehmer traten gegeneinander an. Davon qualifizierten sich fünf für das Finale. Sie sind hier hellgrün unterlegt.
| Startnr. | Interpret                          | Lied Musik (M) und Text (T)                                                           | Sprache  | Übersetzung (Inoffiziell)   | Runde 1 | Runde 1 | Runde 1                             | Runde 1                             | Runde 1 | Runde 1 | Runde 2                             | Runde 2 |
| Startnr. | Interpret                          | Lied Musik (M) und Text (T)                                                           | Sprache  | Übersetzung (Inoffiziell)   | Jury    | Jury    | Zuschauerstimmen (Televoting & SMS) | Zuschauerstimmen (Televoting & SMS) | Gesamt  | Platz   | Zuschauerstimmen (Televoting & SMS) | Platz   |
| Startnr. | Interpret                          | Lied Musik (M) und Text (T)                                                           | Sprache  | Übersetzung (Inoffiziell)   | Stimmen | Punkte  | Stimmen                             | Punkte                              | Gesamt  | Platz   | Zuschauerstimmen (Televoting & SMS) | Platz   |
| -------- | ---------------------------------- | ------------------------------------------------------------------------------------- | -------- | --------------------------- | ------- | ------- | ----------------------------------- | ----------------------------------- | ------- | ------- | ----------------------------------- | ------- |
| 02       | Kerli                              | Spirit Animal M/T: Kerli Kõiv, Brian Ziff                                             | Englisch | Geisttier                   | 93      | 12      | 2.337                               | 8                                   | 20      | 01.     | –                                   | –       |
| 01       | Koit Toome & Laura                 | Verona M/T: Sven Lõhmus                                                               | Englisch | –                           | 63      | 6       | 5.226                               | 12                                  | 18      | 02.     | –                                   | –       |
| 08       | Rasmus Rändvee                     | This Love M/T: Rasmus Rändvee, Ewert Sundja, Bert Prinkenfeld, Stewart James Brock    | Englisch | Diese Liebe                 | 81      | 7       | 2.678                               | 10                                  | 17      | 03.     | –                                   | –       |
| 04       | Liis Lemsalu                       | Keep Running M/T: Liis Lemsalu, Mihkel Mattisen, Gustaf Svenungsson, Magnus Wallin    | Englisch | Weiter laufen               | 83      | 8       | 2.246                               | 7                                   | 15      | 04.     | –                                   | –       |
| 03       | Daniel Levi                        | All I Need M/T: Daniel Levi Viinalass, Ago Teppand                                    | Englisch | Alles, was ich brauche      | 91      | 10      | 1.109                               | 4                                   | 15      | 05.     | 4.058                               | 01.     |
| 06       | Antsud                             | Vihm M/T: Aile Alveus-Krautmann                                                       | Estnisch | Regen                       | 41      | 4       | 1.691                               | 6                                   | 10      | 06.     | 2.245                               | 03.     |
| 10       | Angeelia                           | We Ride with Our Flow M/T: Angeelia Maasik, Andres Kõpper                             | Englisch | Wir fahren mit unserem Flow | 52      | 5       | 1.299                               | 5                                   | 10      | 07.     | 2.265                               | 02.     |
| 09       | Alvistar Funk Association          | Make Love, Not War M/T: Margus Alviste, Inga Kaare, Jürgen Urbanik                    | Englisch | Mache Liebe, nicht Krieg    | 30      | 3       | 1.074                               | 3                                   | 06      | 08.     | 1.305                               | 05.     |
| 04       | Close to Infinity feat. Ian Karell | Sounds Like Home M/T: Ian Robert Karell, Johannes Kanter, Sander Ulp, Tanel Kordemets | Englisch | Klingt wie zu Hause         | 14      | 1       | 0940                                | 2                                   | 03      | 09.     | 1.578                               | 04.     |
| 08       | Almost Natural                     | Electric M/T: Anis Arumets, Amiran Gorgazjan, Noah McNamara, Willie Weeks             | Englisch | Elektrisch                  | 24      | 2       | 0633                                | 1                                   | 03      | 10      | 0915                                | 06.     |

 Kandidat hat sich für das Finale qualifiziert.

## Finale

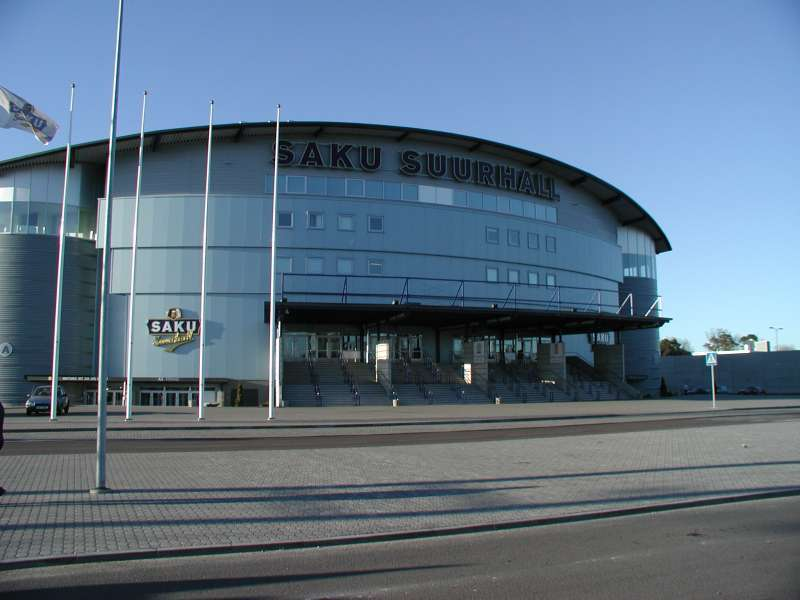
Saku Suurhall

Das Finale fand am 4. März 2017, 19:30 Uhr (EET) in der Saku Suurhall in Tallinn statt. Dort traten die zehn Qualifikanten aus den jeweiligen Halbfinalen gegeneinander an. Die drei bestplatzierten erreichten das Superfinale. Sie sind hier hellgrün unterlegt.
Als Pausenfüller stellte Måns Zelmerlöw seine neue Single Glorious vor. Zudem trat die estnische Boyband Beyond Beyond auf.
| Platz | Startnr. | Interpret                           | Lied Musik (M) und Text (T)                                                        | Sprache  | Übersetzung (Inoffiziell) | Jury    | Jury   | Zuschauerstimmen (Tele-Voting & SMS) | Zuschauerstimmen (Tele-Voting & SMS) | Gesamt |
| Platz | Startnr. | Interpret                           | Lied Musik (M) und Text (T)                                                        | Sprache  | Übersetzung (Inoffiziell) | Stimmen | Punkte | Stimmen                              | Punkte                               | Gesamt |
| ----- | -------- | ----------------------------------- | ---------------------------------------------------------------------------------- | -------- | ------------------------- | ------- | ------ | ------------------------------------ | ------------------------------------ | ------ |
| 01.   | 10       | Kerli                               | Spirit Animal M/T: Kerli Kõiv, Brian Ziff                                          | Englisch | Geisttier                 | 100     | 12     | 14.497                               | 10                                   | 22     |
| 02.   | 02       | Koit Toome & Laura                  | Verona M/T: Sven Lõhmus                                                            | Englisch | –                         | 060     | 5      | 27.759                               | 12                                   | 17     |
| 03.   | 08       | Rasmus Rändvee                      | This Love M/T: Rasmus Rändvee, Ewert Sundja, Bert Prinkenfeld, Stewart James Brock | Englisch | Diese Liebe               | 077     | 10     | 8.617                                | 6                                    | 16     |
| 04.   | 02       | Whogaux & Karl-Kristjan feat. Maian | Have You Now M/T: Karl-Kristjan Kingi, Hugo „Whogaux“ Martin Maasikas, Maian Lomp  | Englisch | Habe dich nun             | 071     | 8      | 8.362                                | 5                                    | 13     |
| 05.   | 02       | Ivo Linna                           | Suur loterii M/T: Rainer Michelson, Urmas Jaarman                                  | Estnisch | Große Lotterie            | 057     | 4      | 14.002                               | 8                                    | 12     |
| 06.   | 02       | Ariadne                             | Feel Me Now M/T: Margus Piik, Tomi Rahula, Anni Rahula                             | Englisch | Fühl’ mich jetzt          | 055     | 3      | 12.325                               | 7                                    | 10     |
| 07.   | 02       | Liis Lemsalu                        | Keep Running M/T: Liis Lemsalu, Mihkel Mattisen, Gustaf Svenungsson, Magnus Wallin | Englisch | Weiter laufen             | 062     | 6      | 4.880                                | 4                                    | 10     |
| 08.   | 02       | Lenna Kuurmaa                       | Slingshot M/T: Lenna Kuurmaa, Nicolas Rebscher, Michelle Leonard                   | Englisch | Schleuder                 | 062     | 7      | 3.422                                | 2                                    | 09     |
| 09.   | 02       | Daniel Levi                         | All I Need M/T: Daniel Levi Viinalass, Ago Teppand                                 | Englisch | Alles, was ich brauche    | 049     | 2      | 3.657                                | 3                                    | 05     |
| 10.   | 02       | Elina Born                          | In Or Out M/T: Stig Rästa, Vallo Kikas, Fred Krieger                               | Englisch | Drinnen oder draußen      | 045     | 1      | 3.057                                | 1                                    | 02     |

### Superfinale
Im Superfinale traten die drei bestplatzierten Teilnehmer aus der ersten Finalrunde gegeneinander an. Der Sieger wurde ausschließlich per Televoting ermittelt. Gewonnen wurde das Finale vom Duo Koit Toome & Laura mit dem von Sven Lõhmus komponierten Lied Verona.
| Platz | Startnr. | Interpret          | Lied Musik (M) und Text (T)                                                        | Zuschauerstimmen (Televoting & SMS) | Zuschauerstimmen (Televoting & SMS) |
| Platz | Startnr. | Interpret          | Lied Musik (M) und Text (T)                                                        | Stimmen                             | %                                   |
| ----- | -------- | ------------------ | ---------------------------------------------------------------------------------- | ----------------------------------- | ----------------------------------- |
| 1.    | 3        | Koit Toome & Laura | Verona M/T: Sven Lõhmus                                                            | 44.818                              | 56 %                                |
| 2.    | 1        | Kerli              | Spirit Animal M/T: Kerli Kõiv, Brian Ziff                                          | 23.901                              | 29 %                                |
| 3.    | 2        | Rasmus Rändvee     | This Love M/T: Rasmus Rändvee, Ewert Sundja, Bert Prinkenfeld, Stewart James Brock | 11.641                              | 15 %                                |